# Wolne Kozactwo
Wolne Kozactwo (ukr. Вільне козацтво) – ukraińska ochotnicza formacja wojskowo-milicyjna, powołana dla lokalnej samoobrony i ochrony porządku.
Pierwszy kosz (obóz) Wolnego Kozactwa powstał w kwietniu 1917 w Zwinogródce. W październiku 1917 naczelnym atamanem wybrany został Pawło Skoropadski. Na przełomie maja i czerwca 1918 na polecenie niemieckiego dowództwa oddziały Wolnego Kozactwa zostały rozbrojone i rozformowane.
Oddziały te wsławiły się walką z bolszewikami w obronie niepodległości Ukrainy od grudnia 1917 do kwietnia 1918, kiedy to na nich spoczywał ciężar walki w konfrontacji z bolszewikami.
Zobacz też: Ukraińscy Wolni Kozacy (1942–1945).